# ビャンビャン麺
ビャンビャン麺（ビャンビャンめん、𰻞𰻞麺、中国語:𰻞𰻞麵 / 𰻝𰻝面）は中国の陝西省でよく食べられている幅広の手延麺。標準中国語ではbiángbiángmiàn、ビアンビアンミエン、西安方言ではbiángbiǎngmiān、ビアンビアンミエンと発音する。

## 概要
原料は小麦粉で、水と食塩を加えてこねて生地を作り、ゆでる直前に両手で伸ばし、2 - 3センチメートルの幅に平たく伸して成形する。日本のほうとうやうどんに似た食感を持つが、切って成形するものではない。長さは伸す台の長さによって決まり、1メートルになるものもある。「陝西十大怪」の1つにも挙げられるこの麺は、その長さと広い幅のために「麺条賽腰帯」とベルトに例えられている。
陝西省の咸陽市周辺では、「油溌扯麺」（ゆはつしゃめん、ヨウポー・ツォーミェン、簡体字: 油泼扯面; 繁体字: 油潑扯麵）とも言われる、ゆでた麺の上に唐辛子や刻み葱をかけ、それに熱したピーナッツ油などの油をかけて香りを出し、和えて食べる方法が主流で、特に冬になると唐辛子を大量にかけて食する。酢、塩、醤油、唐辛子、花椒などの調味料やもやし、コリアンダー、肉などの具材を加えてあえて食べることも、酸味と辛みのあるスープに入れることもある。調味料だけで具のないものは田舎に住む貧民の食事であったが、近年ではその風変わりな名前や表記から脚光を浴び、西安市などの近郊都市だけでなく、中国各地の都市、さらには海外でも提供されるようになった。

## 名称

「ビャン」の漢字

ビャンビャン麺という名称とその表記に使われる漢字「」の起源は諸説あり、確定していない。
名称についての説明として、平たいことを意味する「扁扁」が訛ったものという説がある。陝西を含む西北方言では、地方によって標準北京音の「an」が「ang」と発音される場合がある。この地方名が現物とともに中国各地に伝わる過程で原義が忘れられ、音だけが残ったものというのである。このほか、調理時に麺が発する音や販売時の拍子木の音などの擬音に由来する様々な民間語源説がある。
陝西方言の研究者任克は『関中方言詞語考釈』で「餅餅麺（繁体字: 餅餅麵、簡体字: 饼饼面）」という字にbiángbiǎngmiānとの読みを記している。名称の由来として、西安市雁塔区には「水餅子」というゆでた平たい麺類があり、「餅餅麺」も『斉民要術』に見える「水引餅」や、漢代の『釈名』にも見え、宋代に出産祝いの宴会に用いられた「湯餅」が変化したものとし、「餅餅」と呼んでいた物に、後から接尾語の「麺」が付いたとする。また、この場合の餅は、「麺餅」、すなわち、小麦粉を水でこねて伸した加工品全般を指す。西安方言で「餅」は一般的にはbìngのような発音だが、biángと発音するのは伝わった時代差による白文異読と呼ばれる現象とする。
表記に用いられる「」は方言字のひとつである。ただし、清代の康熙字典に見当たらず、20世紀までに出版された陝西方言の研究書や漢字研究書にもみられないため、かなり新しく作成されたものと考えられる。
2021年の三省堂国語辞典第八版に「ビャンビャン麺」が収録された。

### 漢字

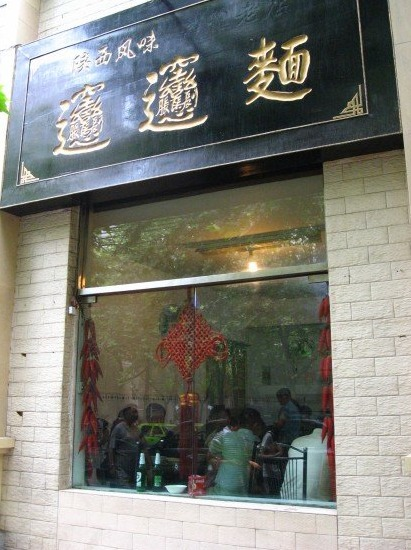
ビャンビャン麺専門店の例

#### 筆画

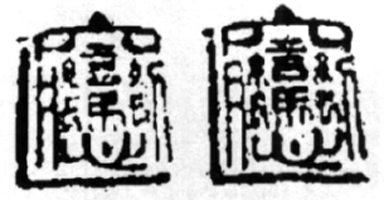
1900年以前の「ビャン」の小篆

名称に用いられている漢字「」は57画で構成され、現代使用されている漢字の中ではきわめて複雑である。また、中国で常用されているポケットサイズの『新華字典』はもとより、『康熙字典』や『中華大字典』のような大型字書にも載っていない。なお、この文字よりも筆画が多く複雑な漢字として、「龍」を4つ並べた「𪚥」（、テツ、64画）などがあり、和製漢字の「𱁬」（、たいと、84画）も知られている。

#### 覚え方

「」の書き順

前述の通り「」という字は余りに複雑なため、陝西省居住者の間では字の書き方を思い出す手助けとなる短い詩がいくつか存在する。
そのうちの一つは、右に「刂」ではなく「丁」と書く異体字の説明であるが、「一点儿冲上天，黄河两道湾，八字大张口，言字往里走，东一“扭”西一“扭”，左一长右一长，中间坐个马大王，心字底月字旁，楔个钉子挂衣裳，坐个车车到咸阳。」といい、日本語訳は「点が天辺に飛上り、黄河両端で曲がる、八の字が大きく口を広げ、言の字が中へ入る。東に一ひねり、西に一ひねり、左に長一つ、右に長一つ、中間に馬大王が座る。心の字が底に、月が傍らに、釘を打ってそこに服をかけ、車に乗って咸陽へ向かう。」。
この他に日本のお笑い芸人篠宮暁が創作した覚え歌がある。: 「穴言・くムくム・長馬長・月刂・心・⻌（アナゴン くムくム チョウバチョウ ゲツリ シン シンニョウ）」。なお正しい書き順に則るならば「チョウバチョウ」ではなく「バチョウチョウ」である。

#### 文字コード
「」は、JIS X 0208やJIS X 0213などの日本の符号化文字集合には含まれておらず、また、国際符号化文字集合Unicodeにも長らく含まれていなかった為、この字を表示・入力できる環境は限られている。
2017年11月22日にこの字がCJK統合漢字拡張Gの一部としてUnicodeに登録申請され、2020年3月のバージョン13.0で収録された。コード位置はU+30EDD（簡体字）、U+30EDE（繁体字）であり、第三漢字面に収録されている。
印字する際には紙質により文字が潰れるため、調整が必要となる。

#### 構成
IDCで書くと次の通り: ⿺⻌⿳穴⿲⺼⿱⿲幺言幺⿲長馬長刂心。
異体字のひとつならば: ⿺辶⿳穴⿲⺼⿱䜌⿲長馬長刂心。

## 他地域での普及

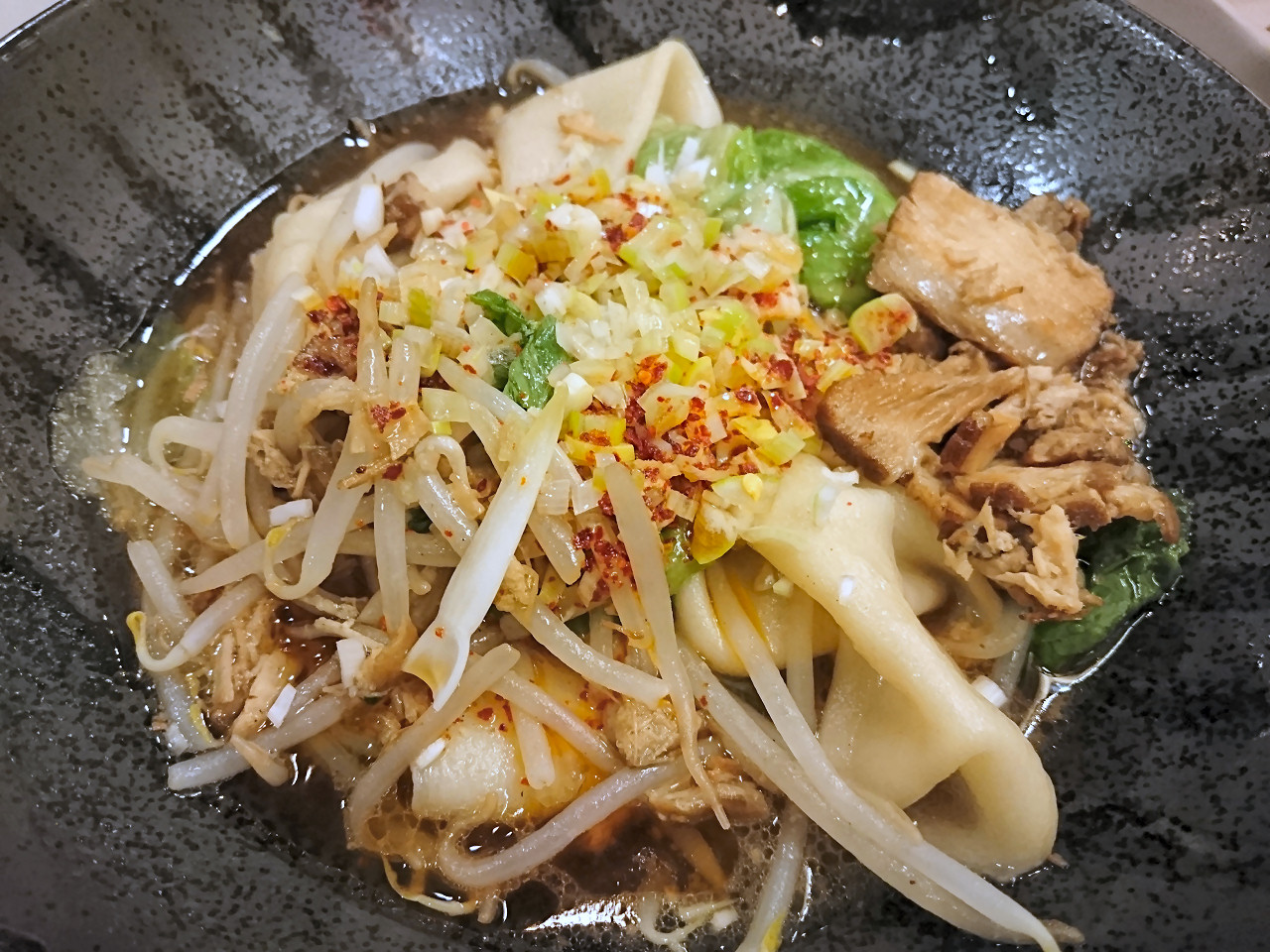
腰帯麺（ビャンビャン麺）

北京ではビャンビャン麺のチェーン店で取り扱っている。華南においても扱う店が出現しはじめている。

### 日本
日本では2019年ごろから首都圏を中心に「ビャンビャン麺」を扱う中華料理店が増え始めたという。東京周辺の個別の店でビャンビャン麺と称して幅広の麺類を提供する例があるが、陝西省のものとは風味が異なる。大阪市内の西安料理店では「腰帯麺（ビャンビャン麺）」との表記で提供されている例がある。
2020年、セブンイレブンは「西安風うま辛香油麺 ビャンビャン麺」の商品名で販売を開始した。当初は東京都のみでの販売だったが、11月から首都圏（東京都、神奈川県、千葉県、埼玉県）および宮城県、山形県、福島県、東海（愛知県、岐阜県、三重県、静岡県）、近畿に拡大している。2022年8月に再び「黒酢と八角香るビャンビャン麺」という名前で販売された。
2021年にはレストランチェーンのバーミヤンで「ビャンビャン麺」が提供された。また、2021年からカルディコーヒーファームで麺が取り扱われるようになった。2022年には、サンヨー食品から「ビャンビャン麺風」と称するカップ麺が、日清食品からは冷凍タイプの麺がそれぞれ発売された。